# Тритий
Тритий е радиоактивен изотоп на водорода. Ядрото на тритий е изградено от един протон и два неутрона, докато ядрото на протий (най-често срещаният изотоп на водорода) съдържа един протон и 0 неутрона.

## Разпад
Тритий има няколко различни експериментално-доказани стойности на период на полуразпад. Според Националния Институт по Стандарти и Технологии стойността на полуразпад на тритий е 4500±8 дни (приблизително 12,33 години). Разпада се до хелий-3 по реакцията:
{\displaystyle {\ce {^{3}_{1}H\to _{2}^{3}{He^{+}}+{e^{-}}+{\bar {\nu }}_{e}}}}
Освобождава се 18,6 keV енергия. Електрона има средна кинетична енергия – 5,7 keV, а останалата част от енергията се освобождава, като кинетична енергия на почти недетектеруемото електроно антинеутрино. Ниско енергийната бета радиация излъчена от тритий не може да проникне през човешката кожа, следователно тритий е опасен само, когато е вдишан, погълнат или ако е във водни молекули – при тритиевия оксид или т.нар. свръхтежка вода, погълнат от порите на кожата. Малката енергия на тритий също така затруднява откриването на тритиевото съединение.

## Свойства
Тритий има атомна маса 3,0160492. Представлява газ в обикновени условия. Тритий фигурира забележително много в сферата на термоядрен синтез.

## Опасности за здравето
Трития е подобен на водорода, което го прави силно активен към OH групи– HTO, също така може лесно да образува органични връзки (OBT). HTO и OBT могат лесно да бъдат поети лесно чрез пиене на органични хранителни продукти, които ги съдържат. Тъй като трития е силно бета-активен, радиацията която излъчва може да бъде опасна, само когато е вдишан или погълнат.
1. ↑  amdc.in2p3.fr //   Посетен на 1 март 2017 г.